# Кук (ледник)
Вижте пояснителната страница за други значения на Кук.
Кук е ледник в южната част на Индийския океан.
Намира се на остров Кергелен, влизащ в състава на владението Френски южни и антарктически територии.
Ледникът заема площ от около 500 квадратни километра.